# Ziklokross Igorre
Das Ziklokross Igorre ist ein spanisches Cyclocrossrennen. Der Wettbewerb wird seit 1977 im baskischen Igorre ausgetragen.

## Geschichte
Das Rennen entstand 1977, als man ein zuvor organisiertes Straßenrennen wegen Problemen mit den Behörden aufgab. Der Cross wurde vom örtlichen Sportclub organisiert und fand zunächst bei San Cristobal auf den Anhöhen östlich von Igorre statt. Der auch als Kathedrale des Cross bezeichnete Parcours ermöglichte den Zuschauern, den Großteil des Rennens von jedem Standpunkt aus zu beobachten, und erfreute sich auch Zuspruch aus dem Ausland; von 1977 bis 1992 kamen die Sieger aus sechs unterschiedlichen Ländern.
1993 wurde das Rennen Teil des neu geschaffenen Cyclocross-Weltcups. Bei dieser Gelegenheit wurde es in das Quartier Olabarri am südlichen Ortsrand von Igorre verlegt. Bis 2011 wurden insgesamt elf Weltcup-Runden in Igorre ausgefahren.
Nach finanziellen Problemen verschwand der Ziklokross Igorre 2012 aus dem Weltcup und hat seitdem an Bedeutung verloren. Er wird kaum noch von Weltklasse-Fahrern frequentiert und ist hauptsächlich innerhalb Spaniens von Bedeutung. Einige Ausgaben (2014, 2015 und 2018) standen auch nur auf dem nationalen Cyclocross-Kalender. Die Ausgaben 2020 und 2021 entfielen infolge der Corona-Pandemie. Auch 2023 wurde das Rennen abgesagt.
Rekordsieger bei den Männern ist der Italiener Daniele Pontoni mit sechs Erfolgen. Ein Frauenrennen gibt es seit 2016. Der Termin des Rennens liegt traditionell in der ersten Dezemberhälfte.

## Siegerliste
In der untenstehenden Liste sind die Weltcup-Ausgaben als solche gekennzeichnet, die Ausgaben im nationalen Kalender mit NE.

### Männer
- 1977:  José María Yurrebaso (NE)
- 1978:  Peter Hägi
- 1979:  Reimund Dietzen
- 1980:  Iñaki Mayora
- 1981:  Klaus-Peter Thaler
- 1982:  Gilles Blaser
- 1983:  José María Yurrebaso
- 1984:  Mathieu Hermans
- 1985:  Albert Zweifel
- 1986:  Albert Zweifel
- 1987:  José María Yurrebaso
- 1988:  Albert Zweifel
- 1989:  Peter Hric
- 1990:  Stanislav Bambula
- 1991:  Radovan Fořt
- 1992:  Daniele Pontoni
- 1993:  Paul Herijgers (Weltcup)
- 1994:  Daniele Pontoni (Weltcup)
- 1995:  Daniele Pontoni (Weltcup)
- 1996:  Daniele Pontoni
- 1997:  Jiří Pospíšil
- 1998:  Daniele Pontoni
- 1999:  Beat Wabel
- 2000:  Daniele Pontoni
- 2001:  Sven Nys (Weltcup)
- 2002:  Mario De Clercq
- 2003:  Jiří Pospíšil
- 2004:  Arnaud Labbe
- 2005:  Bart Wellens (Weltcup)
- 2006:  Sven Nys (Weltcup)
- 2007:  Sven Nys (Weltcup)
- 2008:  Sven Nys (Weltcup)
- 2009:  Zdeněk Štybar (Weltcup)
- 2010:  Niels Albert (Weltcup)
- 2011:  Kevin Pauwels (Weltcup)
- 2012:  Aitor Hernández
- 2013:  Aitor Hernández
- 2014:  Aitor Hernández (NE)
- 2015:  Kevin Suárez (NE)
- 2016:  Stan Godrie
- 2017:  Wietse Bosmans
- 2018:  Javier Ruiz (NE)
- 2019:  Felipe Orts
- 2020–2021: nicht ausgetragen
- 2022:  Anton Ferdinande
- 2023: nicht ausgetragen
- 2024:  Yorben Lauryssen

### Frauen
- 2016:  Aida Nuño
- 2017:  Elle Anderson
- 2018:  Luisa Ibarrola (NE)
- 2019:  Lucía González
- 2020–2021: nicht ausgetragen
- 2022:  Lucía González
- 2023: nicht ausgetragen
- 2024:  Noémie Garnier